# Ejer Bavnehøj

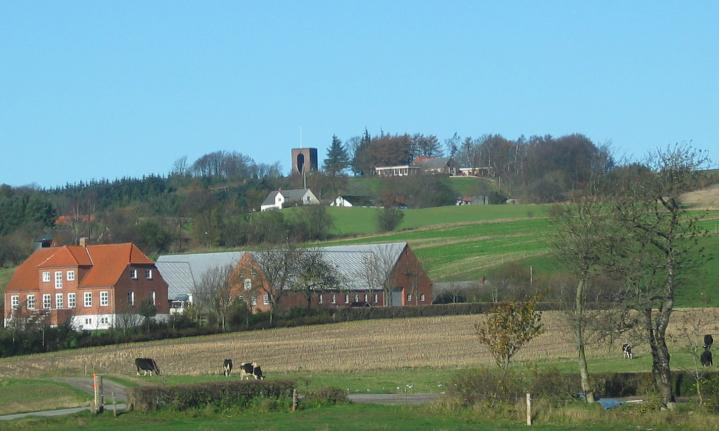
Vista de l'Ejer Bavnehøj des de l'autopista

L'Ejer Bavnehøj o Ejer Baunehøj és un turó de 170,35 metres d'altura, considerat el tercer punt natural més elevat de Dinamarca. Està situat a la part sud del municipi de Skanderborg entre els pobles de Riis i Ejer.
Molt a prop d'aquest turó hi ha les dues principals altures del país, el Møllehøj de 170,86 m, i el Yding Skovhøj de 172,66 però amb un túmul funerari de l'edat del bronze al seu cim (sense comptar aquesta part artificial fa 170,77 metres, 9 centímetres més baix que el Møllehøj).
L'Ejer Bavnehøj va ser considerat el punt culminant de Dinamarca després de 1941 quan es va descobrir que el Yding Skovhøj comptava amb l'afegit artificial del túmul funerari, i aquesta situació va romandre inalterada fins que unes noves mesures més acurades que es van dur a terme el 2005 van determinar que Møllehøj era el punt més elevat del país.
Al seu cim hi ha una torre de 12,5 metres, construïda el 1924 per subscripció popular per commemorar la unió del sud de Jutlàndia a Dinamarca després de la Primera Guerra Mundial. El 1920 ja s'havia col·locat una pedra commemorativa de la reunificació, aquestes pedres són conegudes en danès amb el nom de Genforeningssten, i recorden la reunificació de Dinamarca amb els territoris de Schleswig (Slesvig), en el marc del Tractat de Versalles de 1919 que va definir les fronteres entre Alemanya i Dinamarca a l'antic Ducat de Schleswig per mitjà d'una sèrie de plebiscits.